# اتاق (فیلم ۲۰۰۳)
اتاق (انگلیسی: The Room) فیلمی در ژانر رمانتیک و درام به کارگردانی تامی ویزو است که در سال ۲۰۰۳ منتشر شد. از بازیگران آن می‌توان به گرگ سسترو و تامی ویزو اشاره کرد. این فیلم عمدتاً به عنوان بدترین فیلم تاریخ سینما شناخته می‌شود. فیلم هنرمند فاجعه به کارگردانی جیمز فرانکو در سال ۲۰۱۷، داستان واقعی ساخت این فیلم و همچنین بخشی از زندگی تامی ویزو را به تصویر می کشد.